# Marcas de Amor
Marcas de Amor é o álbum de estreia do cantor Latino, lançado em setembro de 1994 pela Columbia Records.
 Inclui três de seus principais sucessos: "Me Leva", "Só Você" (dueto com Miryan Martin) e "Não Adianta Chorar". "Me Leva" foi lançada para divulgação em 17 de outubro de 1993, mas apenas em 1994 foi que obteve sucesso.
A faixa "Cadeira de Rodas" é um cover do cantor Fernando Mendes e "Vem Amor" é um cover do grupo Cashmere. "Marcas de Amor" é uma versão da música "Scars of Love", lançada originalmente pelo trio TKA. O álbum foi certificado ouro em 1994 pela ABPD. pelas mais de cem mil cópias vendidas. Ao todo, 600 mil cópias do álbum foram distribuídas no Brasil.

## Faixas
Todas as faixas escritas e compostas por Latino, exceto onde indicado. 
| N.º | Título                                    | Compositor(es)                     | Duração |  |
| 1.  | "Me Leva"                                 |                                    | 3:38    |  |
| 2.  | "Mina"                                    |                                    | 3:30    |  |
| 3.  | "Marcas de Amor"                          | DJ Marlboro, Latino                | 4:03    |  |
| 4.  | "Don't Say Goodbye"                       |                                    | 3:15    |  |
| 5.  | "Não Adianta Chorar"                      |                                    | 3:56    |  |
| 6.  | "Cadeira de Rodas"                        | Edir, José Wilson, Fernando Mendes | 4:00    |  |
| 7.  | "Lágrimas que Caem"                       |                                    | 3:35    |  |
| 8.  | "Só Você" (participação de Miryan Martin) |                                    | 3:47    |  |
| 9.  | "Vem Amor"                                | DJ Marlboro, Humberto Mello        | 3:22    |  |
| 10. | "Coisas do Destino"                       |                                    | 3:51    |  |

## Certificações
| País                       | Certificação | Data | Vendas totais |
| -------------------------- | ------------ | ---- | ------------- |
| Brasil (Pro-Música Brasil) | Ouro         | 1994 | 600.000       |

## Histórico de lançamento
| País   | Data | Formato | Catálogo         | Gravadora           |
| ------ | ---- | ------- | ---------------- | ------------------- |
| Brasil | 1994 | CD      | 850.234/2-476430 | Columbia/Sony Music |
| Brasil | 1994 | K7      | 77.423/4-476430  | Columbia/Sony Music |
| Brasil | 1994 | LP      | 177.423/1-476430 | Columbia/Sony Music |